# گرنویل (ماساچوست)
گرنویل، ماساچوست
گرنویل(به انگلیسی: Granville) شهرکی در شهرستان همپدن ایالت ماساچوست می‌باشد که در سال ۱۷۷۵ بنیان‌گذاری شده‌است. این شهرک در سرشماری سال ۲۰۱۰ میلادی، ۱٬۵۶۶ نفر جمعیت داشته‌است.